# Doll Parts
"Doll Parts" är en låt av den amerikanska rockgruppen Hole, skriven av fronfiguren Courtney Love. Det var den andra singeln från deras andra album, Live Through This, och släpptes den 15 november 1994 i samband med bandets nordamerikanska turné. Den har uppnått plats 4 på Billboard-listan Modern Rock Tracks och blev även Holes listdebut på Billboard Hot 100, där den gick in som 58:a. I Storbritannien hamnade den som bäst på plats 16. Låten har av både kritiker och fans betraktats som en av Holes signaturlåtar.
Videon till låten regisserades av Samuel Bayer.

## Låtlista
- Brittisk 7"-singel

1. "Doll Parts" (Love) – 3:31
2. "The Void" (The Raincoats-cover) – 2:57

- Amerikansk 7"-singel

1. "Doll Parts" (Love) – 3:31
2. "Plump" (live) (Love/Erlandson) – 2:42

- Brittisk CD-singel

1. "Doll Parts" (Love) – 3:31
2. "The Void" (The Raincoats-cover) – 2:57
3. "Hungry Like the Wolf" (live) (Duran Duran-cover) – 1:42

- Brittisk CD-singel

1. "Doll Parts" (Love) – 3:31
2. "Plump" (live) (Love/Erlandson) – 2:42
3. "I Think That I Would Die" (live) (Love/Erlandson/Bjelland) – 4:22
4. "Credit in the Straight World" (live) (Moxham) – 2:49

## Listplaceringar
| Lista (1994)                      | Högsta position |
| --------------------------------- | --------------- |
| Brittiska singellistan            | 16              |
| Kanadensiska singellistan         | 75              |
| USA Billboard Hot 100             | 58              |
| USA Billboard Modern Rock Tracks  | 4               |
| Lista (1995)                      | Högsta position |
| Belgiska singellistan (Vallonien) | 28              |
| Franska singellistan              | 45              |